# Киракосян, Гайк Степанович
Хайк Степанович Киракосян (род. 31 января 1962) — армянский оператор-постановщик.

## Биография и карьера
Киракосян родился в СССР в 1962 году. Его отец был инженером-конструктором, а мать-инженером-электронщиком. Интерес к кинематографу возник у мальчика в 11 лет, когда он начал изучать фото и киномастерство в художественной школе. Позже он продолжит образование во ВГИКе, под руководством Владимира Монахова. Гайк с отличием окончил ВГИК в 1984 году.
Будучи студентом, Киракосян работал ассистентом у таких операторов, как Леонид Калашников, Альберт Явурян и Левон Атоянц. После окончания учёбы он сразу стал работать по специальности, и в то же время (с 1987 по 1991 год) был преподавателем в Ереванском государственном институте театра и кино.
С 1986 по 1993 год Хайк работал на киностудии «Арменфильм» в г. Ереване. Параллельно (1987—1991) вел курс «Фотокомпозиция» на факультете культуры Ереванского Государственного Педагогического института. В 1994—1999 годах — был оператором телекомпании МПС, монтажором в компании Paradise Production и режиссёром на московском телеканале ВКТ.
В 2000 году Киракосян переехал в Стамбул (Турция). При этом он параллельно работал над фильмами и клипами в Турции, России и Армении. Хайк девять раз удостаивался звания «Лучший оператор» на различных международных кинофестивалях. С 2006 года он преподает операторское мастерство в университете Kadir Has University в Стамбуле, а также в колледже Plato College of Higher Education.
Киракосян выступал с лекциями в университетах Мармары (Стамбул) и Билкента (Анкара), арт-клубе 6.45 (Эскишехир), на Международном кинофестивале в Бурсе, а также в турецкой национальной киношколе имени Атыфа Йылмаза в период с 2007 по 2010 год.
В 2008 году Киракосян был членом жюри кинофестиваля «Золотой кокон» (Адан), в 2014 — фестиваля «Золотой апельсин» (Анталия), а в 2017 — международного кинофестиваля в Малатье. С 1991 года Хайк Киракосян является членом Союза кинематографистов России и Гильдии киноператоров России. Кроме того, Киракосян — член правления и гильдии кинооператоров Турции, а также член IMAGO от России и Турции. Он свободно владеет армянским, английским и турецким языками.
В числе работ Киракосяна более 500 рекламных роликов для таких брендов, как Coca-Cola, Fanta, Pepsi, Microsoft, Nescafe, Nestle, Vodafon, Gilette, Nike, Total и т.д.
18 октября 2020 года на российские экраны вышел триллер «Кольская сверхглубокая», снятый Киракосяном. Лента посвящена спуску группы исследователей в реально существующую и самую глубокую скважину планеты.